# Крепость Непорочного Зачатия
Эль-Кастильо де ла Иммакулате Консепсьон, также известная как Крепость Непорочного Зачатия (исп . El Castillo de la Inmaculada Concepción) — форт, расположенный на южном берегу реки Сан-Хуан, в деревне Эль-Кастильо на юге Никарагуа. Крепость расположена примерно в 6 километрах от границы с Коста-Рикой, на порогах реки Сан-Хуан. Она была завершена в 1675 году как часть серии укреплений вдоль реки Сан-Хуан для защиты от пиратских нападений на Гранаду. Поселение Эль-Кастильо и его крепость продолжали быть стратегически важными объектами для генерал-капитанства Гватемалы до конца XVIII века. 
Крепость является  исторической достопримечательностью Никарагуа и включена в список объектов, находящихся на начальном этапе получения статуса объекта Всемирного наследия ЮНЕСКО.

## История

### XVI век. Предыстория
Хиль Гонсалес Давила — испанский конкистадором и первый европеец, прибывший на территорию современного Никарагуа. После открытия «пресноводного моря» (озера Никарагуа) 21 января 1522 года он предположил, что оно впадает в Карибское море. Франсиско Эрнандес де Кордова, основавший город Гранаду (первый испанский колониальный город в Центральной Америке) на берегу озера Никарагуа 8 декабря 1524 года. По приказу Эрнандеса де Кордовы экспедиция, в которую входили Эрнандо де Сото, Руй Диас (первый мэр Гранады) и Себастьян де Белалькасар, исследовала озеро Никарагуа. Им удалось найти водный путь, идущий на восток к Карибскому морю, но они сообщили, что он не судоходен. Мартин Эстете, гражданин Гранады, наконец, обнаружил выход из озера Никарагуа в 1528 году и назвал его Рио-Сан-Хуан. Однако Эстете не смог пройти мимо порогов, потому что в то время река была низкой. В 1529 году Диего Мачука стал первым человеком, который достиг Карибского моря из озера Никарагуа. Обогнув озеро на группе лодок, Мачука и его команда вошли в реку Сан-Хуан. Отсюда Мачука повел группу из 200 человек, которые двинулись по суше тем же курсом, что и лодки. Мачука назвал пороги (пороги, которые остановили Эстете годом ранее) в свою честь и назвал порт в устье реки Сан-Хуан-де-лас-Перлас (позже известный как Сан-Хуан-дель-Норте, а теперь известный как Сан-Хуан-де-Никарагуа). 

### XVII век. Основание крепости
К концу XVII века успех Гранады сделал ее жертвой пиратских нападений, первое из которых было совершено в 1670 году пиратом Галлардино.  В ответ на это и другие пиратские нападения испанские колониальные власти построили Крепость Непорочного Зачатия как средство защиты граждан Гранады от будущих нападений.
Капитан-генерал Фернандо Франсиско де Эскобедо, который в то время был также губернатором Юкатана, посетил этот район с января по февраль 1673 года.  Эскобедо сопровождал Мартин де Андухар Кантос, военный инженер, который отвечал за выбор места. Эскобедо и Андухар Кантос прибыли в Сан-Хуан-дель-Норте, затем отправились вверх по течению реки Сан-Хуан и в озеро Никарагуа. По возвращении в Гранаду они приступили к планированию строительства окончательных укреплений вдоль реки Сан-Хуан. В конечном итоге они решили построить крепость в Раудаль-дель-Дьябло (в то время известной как Раудаль-де-Санта-Крус)  на руинах предыдущего Фуэрте-де-Санта-Крус, который датируется временами короля Испании Филиппа III . Строительство крепости, первоначально названной Форталеза-де-ла-Лимпия-Пура-э-Инмакулада-Консепсьон, было начато 10 марта 1673 года и завершено в 1675 году.  Несмотря на строительство крепости, пират Уильям Дампир разграбил город и поджег его 8 апреля 1685 года.

### XVIII век. Войны
Утром 26 июля 1762 года объединенные экспедиционные силы британцев и мискито осадили крепость. Позже эту бойню назовут Битвой за реку Сан-Хуан-де-Никарагуа. Атакующая сила состояла из двух тысяч человек и более пятидесяти лодок, в то время как солдат в крепости насчитывалось всего около сотни. Командир гарнизона, подполковник дон Хосе де Эррера-и-Сотомайор неожиданно умер 15 июля, всего за 11 дней до этого. Вдохновленный актами героизма, проявленными 19-летней дочерью Эрреры Рафаэлой (включая убийство британского командующего экспедиционными силами), временный командующий гарнизоном лейтенант Хуан де Агилар-и-Санта-Крус привел защитников к победе в битве, которая длилась шесть дней. Британцы наконец сняли осаду и отступили 3 августа 1762 года. 
После того, как Испания вступила в Американскую войну за независимость в 1779 году, генерал-майор Джон Даллинг, британский губернатор и главнокомандующий Ямайки, предложил вторую экспедицию в Никарагуа. Целью было проплыть вверх по реке Сан-Хуан к озеру Никарагуа и захватить город Гранада, что фактически разрезало бы Испанскую Америку пополам, а также обеспечило бы потенциальный доступ к Тихому океану. Во время этой экспедиции, состоявшейся в 1780 году, полковник Джон Полсон и капитан Горацио Нельсон возглавили британскую атаку на крепость. В то время испанский гарнизон состоял из 228 человек под командованием Хуана де Айссы. Экспедиционному корпусу удалось захватить крепость 29 апреля 1780 года , несмотря на то, что он состоял всего из 200 человек. 22-летний Нельсон, командующий HMS Hinchinbrook, был ответственен за провод людей через джунгли для атаки на крепость с холма в тылу. Британцы захватили крепость и занимали ее в течение девяти месяцев, окончательно покинув ее в январе 1781 года. Холм называется Ломас де Нельсон и по сей день.

### XX-XXI века. Современность
Крепость Непорочного Зачатия является исторической достопримечательностью Никарагуа, в которой в настоящее время размещаются музей и библиотека. С 1995 года она находится в «предварительном списке» важных культурных объектов Никарагуа, составленном Организацией Объединенных Наций по вопросам образования, науки и культуры (ЮНЕСКО) в качестве предварительной номинации на рассмотрение в качестве объекта Всемирного наследия. В представлении отмечается, что крепость находится на охраняемой территории, в биологическом заповеднике Индио Маис. 